# Unuchinia
Unuchinia Simpson, 1937 è un genere estinto di mammifero, appartenente agli apatoteri. Visse tra il Paleocene medio e il Paleocene superiore (circa 62 - 57 milioni di anni fa) e i suoi resti fossili sono stati ritrovati in Nordamerica.

## Descrizione
Questo animale, benché noto esclusivamente per materiale cranico, doveva essere vagamente simile a uno scoiattolo. L'aspetto di Unuchinia era probabilmente assai simile a quello di altri apatoteri meglio conosciuti, come Apatemys o Heterohyus, e come questi doveva possedere un capo piuttosto grande in relazione al resto del corpo, e zampe adatte a uno stile di vita arboricolo. Unuchinia si distingueva da qualunque altro apatoterio noto a causa della presenza di due coppie di denti anteriori ingranditi, e non una. Questi denti erano impiantati più verticalmente ed erano meno sporgenti in avanti rispetto a quelli degli altri apatoteri. I molari di Unuchinia ricordavano quelli degli insettivori, con unn trigonide elevato da cui si dipartivano un paraconide basso ma robusto e un talonide molto incavato, aperto nella costa interna costituita da un forte ipoconide, un entoconide vestigiale e un piccolo ipoconulide mediano. Il quarto premolare inferiore era a radice singola, semplice e dotato di una cuspide conica massiccia e di un talonide posteriore.

## Classificazione
Il genere Unuchinia venne istituito nel 1937 da George Gaylord Simpson, in sostituzione del nome generico Apator che lo stesso Simpson descrisse nell'anno precedente ma che era già stato utilizzato per un altro animale. La specie tipo, Unuchinia asaphes, è nota per fossili provenienti dal Paleocene superiore del Montana. Altre specie attribuite a questo genere sono U. diaphanes del Paleocene medio del Wyoming e U. dysmathes del Paleocene superiore di Saskatchewan, Dakota del Nord e Wyoming. Resti attribuiti a Unuchinia provengono anche dall'Alberta.
Unuchinia è un rappresentante degli apatoteri, un gruppo di mammiferi di piccole dimensioni e dalle abitudini arboricole, dalla classificazione incerta e forse ascrivibili al grande gruppo dei cimolesti. Unuchinia, in particolare, sembrerebbe rappresentare una sottofamiglia a sé stante degli Apatemyidae, nota come Unuchiniinae, distinta dai restanti apatoteri per la particolare dentatura anteriore. 